# Thomas Jacob Galbraith

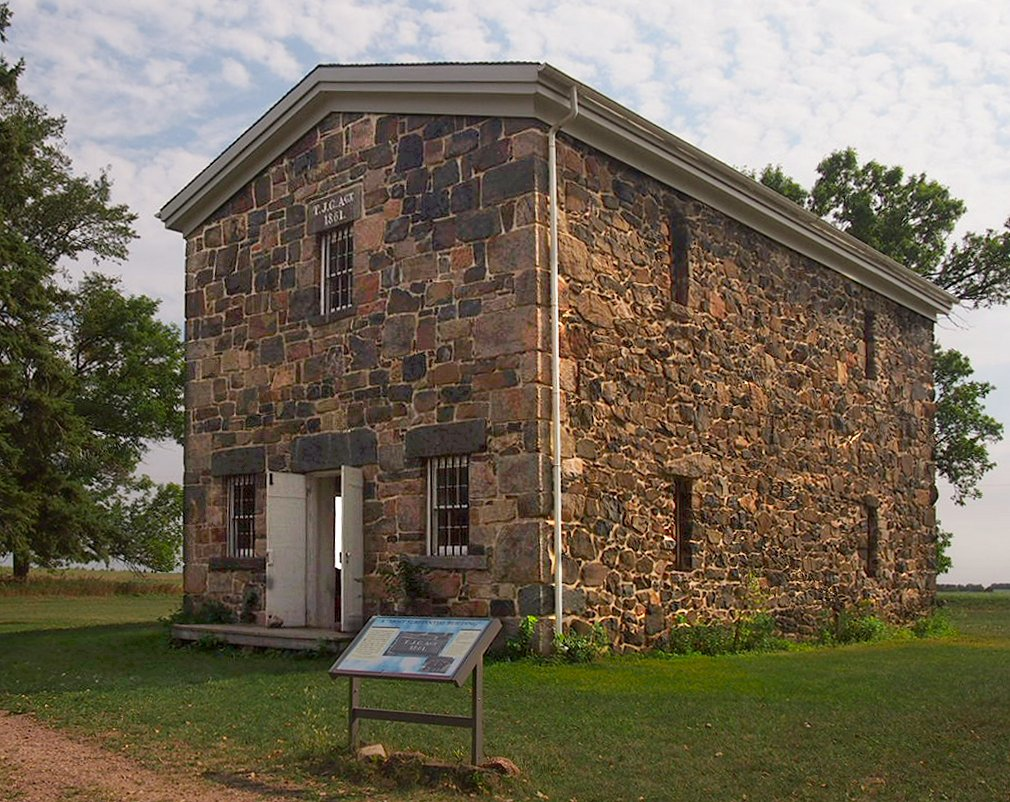
Historisches Lagerhaus der Lower Sioux Agency, hier soll Andrew Myrick ermordet worden sein.

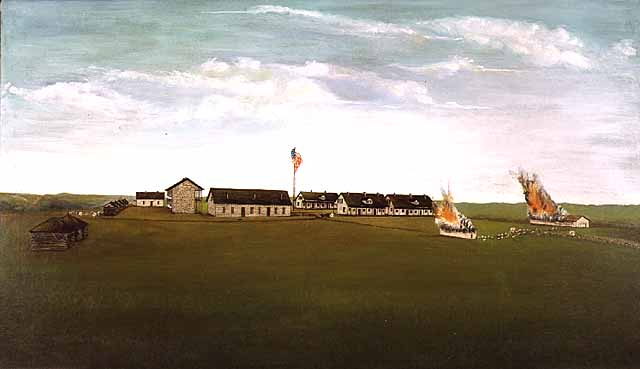
Das brennende Fort Ridgely während der Belagerung durch die Sioux

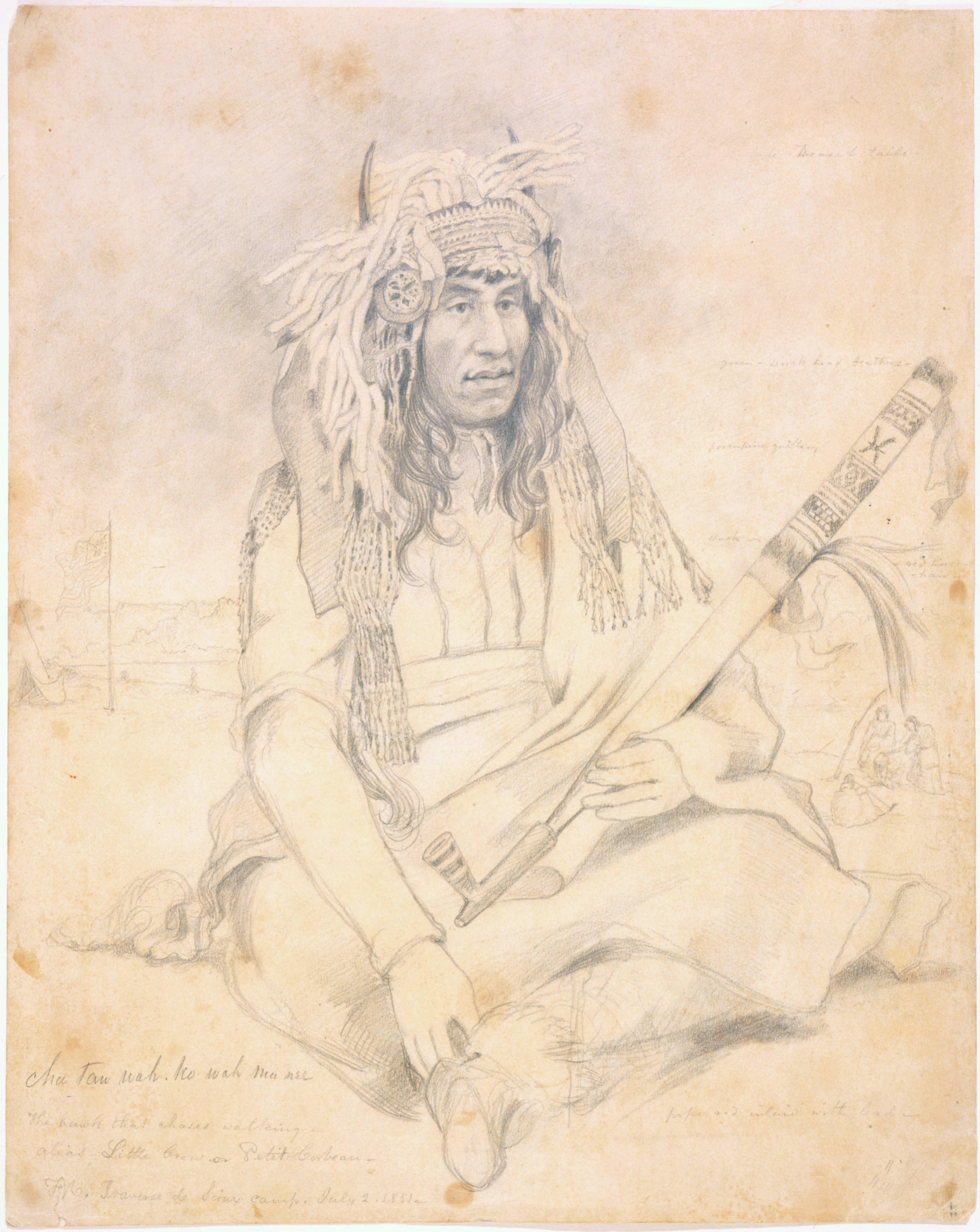
Little Crow, der Führer der Sioux zu Beginn des Aufstandes. Er gab Galbraith die alleinige Schuld für den Krieg.

Thomas Jacob Galbraith (* 1825 in Pennsylvania; † 1909 in Cheyenne, Wyoming) war ein US-amerikanischer Politiker und Mitarbeiter des Bureau of Indian Affairs. Er war einer der auslösenden Personen des Sioux-Aufstandes von 1862. Als verantwortlicher Agent des Lower Sioux Agency war er wesentlich an den Ereignissen um die Erstürmung der Agentur durch Dakote-Sioux-Indianer am 18. August 1862 beteiligt. Häuptling Little Crow hielt ihn für den alleinigen Verantwortlichen des Aufstands und die anschließenden Massaker an weißen Siedlern im Minnesota-Tal. Galbraith versuchte sich gegen die vorgebrachten Anschuldigungen zu wehren. Er hätte den Reservats-Indianern geholfen, wo es ging.
Thomas Jacob Galbraith wurde 1825 in Pennsylvania geboren. Über seinen Werdegang ist wenig bekannt. 1854 kam er in das damalige Minnesota-Territorium. Er saß im Territorial-Parlament und nahm an der Verfassunggebenden Versammlung des entstehenden Staates Minnesota teil. Von 1857 bis 1861 saß er im Repräsentantenhaus und 1861 im Senat von Minnesota. Während dieser Zeit wurde er 1860 zum Indianeragenten des Bureau of Indian Affairs ernannt, zuständig unter anderem für die Lower Sioux Agency.
Die Lower Sioux Agency wurde 1853 von der Regierung der Vereinigten Staaten als Verwaltungszentrum der neu erschaffenen Lower Sioux Indian Reservation errichtet. Mdewakanton und Wahpekute Indianer der Santee Dakota Sioux bevölkerten das Reservat, welches nach dem Vertrag von Mendota am 5. August 1851 errichtet worden war. In diesem Vertrag verkauften die Indianer für 1,4 Millionen Dollar große Gebiete im südlichen Minnesota an die Bundesregierung und zogen sich auf das Reservations-Gebiet zurück. Die Gelder wurden vom Bureau of Indian Affairs treuhänderisch verwaltet. Die Indianer beschlossen, ihr Nomadenleben als Jäger aufzugeben und sesshafte Bauern zu werden. Des Weiteren bestand der Vertrag aus Verpflichtungen für die Lieferung von Lebensmitteln und anderen Gerätschaften an die siedelnden Indianer. Für diese, die Verwaltung der Gelder und für die Errichtung von Schulen wurde die Lower Sioux Agency gegründet.
Die Reservation der Indianer wurde 1858 weiter verkleinert, als Minnesota als Bundesstaat die Aufnahme in die Vereinigten Staaten erlangte. Ihr Gebiet bot den Indianern nicht mehr genug Raum, um für sich selbst zu sorgen, so dass sie vollends von den Zahlungen der Regierung und von weißen Händlern abhingen. Die Zahlungen der Regierung wiederum litten von je her stark unter der Korruption im Bureau of Indian Affairs.
1861 verschlechterte sich die Lage der Indianer noch weiter. Eine Missernte zwang sie, Nahrungsmittel auf Kredit bei den Händlern zu kaufen und sich zu verschulden. 1862 verzögerten sich außerdem die Zahlungen der US-amerikanischen Regierung aufgrund des Sezessionskrieges (man war sich in Washington unschlüssig, ob die jährlichen Zahlungen in Gold oder mit den neuen Greenbacks zu begleichen seien).
Galbraith kündigte im Frühjahr 1862. Als Grund nannte er die ausbleibenden Zahlungen. Man bat ihn, sein Amt solange weiterzuführen, bis die Probleme mit den ausbleibenden Geldern gelöst seien. Er versuchte das nach seiner Ansicht Unmögliche. Nach seinen eigenen Aussagen versuchte er, die weißen Händler zu überzeugen, den hungernden Indianern Lebensmittel auf Kredit zu verkaufen. Auch versuchte er, alle von den neuen Greenback als Währung zu überzeugen.
Am 15. August 1862 baten die Bewohner des Reservats den weißen Händler Andrew Myrick um Verkauf von Lebensmittel auf Kredit. Der Händler lehnte dies ab. Zu dem anwesenden Galbraith soll er gesagt haben: „Nach meiner Meinung sollen Sie Gras oder ihre eigenen Exkremente essen, wenn sie hungrig sind“.
Ob dieser Satz an diesem Tag wirklich so gefallen ist, ist umstritten. Unbestritten ist, das Andrew Myrick des Öfteren solche Aussagen traf. Er war als jähzorniger, aufbrausender Mann bekannt. Die Dakota im Reservat nannten ihn 'Wacinco', was so viel wie 'Heißer Kopf' bedeutet.
Unbestritten ist auch, dass Galbraith sich weigerte, Lebensmittel aus der Notreserve der Agentur an die Indianer herauszugeben. Die Reserven wären nur für die angestellten Angehörigen der Agentur gedacht, und nicht für die Indianer. Er verwies auf weiße Händler wie Andrew Myrick.
Am 16. August 1862 waren die den Indianern zustehenden Zahlungen in Minnesotas Hauptstadt St. Paul eingetroffen und am 17. August nach Fort Ridgely weitergeleitet worden. Doch die Zahlungen kamen zu spät.
Am selben Tag ermordeten vier Krieger der Dakota, die auf der Suche nach Nahrungsmitteln waren, fünf weiße Siedler. Ein nach dem Mord einberufener Kriegsrat beschloss, weitere Angriffe auf die Siedlungen der Weißen durchzuführen, und bat Häuptling Little Crow, sie anzuführen.
Am 18. August 1862 stürmten Indianer unter Führung von Little Crow die Lower Sioux Agency. Andrew Myrick versuchte zu entkommen, indem er durch ein Fenster aus dem zweiten Stockwerk des Lagergebäudes der Agentur kletterte. Man fand ihn später tot, mit Gras im Mund, auf. Die Indianer brannten die Agentur nieder. Ein Großteil der Weißen entkam mit einer Fähre über den Minnesota River und konnte sich nach Fort Ridgely retten. Im Laufe des Tages wurden mehrere Siedlungen der Weißen im Minnesota-Tal abgebrannt, ihre Bewohner großteils getötet.
Nachdem Galbraith das Geld in Fort Ridgely empfangen hatte, soll er sich am 18. August 1862 auf dem Weg von der Upper Sioux Agency, 30 Meilen von der Lower Sioux Agency entfernt, nach Fort Snelling befunden haben. Er wollte eine Gruppe von freiwilligen Kämpfern, die 'Renville Rangers’ auf ihren Weg in das Fort begleiten. Danach beabsichtigte er, in die Lower Sioux Indian Reservation zu gehen, um den Bewohnern das fällige Geld zu übergeben. Am 19. August 1862 erfuhr er in St. Peter von dem Aufstand. Er und die Rekruten, die eigentlich im Bürgerkrieg kämpfen sollten, kehrten nach Fort Ridgely zurück. In der Zwischenzeit konnten sich Galbraith’s Frau, Henrietta, und ihre beiden Kinder in das Fort in Sicherheit bringen. Galbraith half bei der Verteidigung des Forts. Am 2. September wurde er in der Schlacht am Birch Coulee schwer verwundet. Zur Genesung wurde er nach St. Paul, der Hauptstadt von Minnesota gebracht.
Sechs Wochen nach dem Ende des Aufstandes wurden 392 Dakota vor Militärtribunale gestellt. In Prozessen, die teilweise nur fünf Minuten dauerten, wurden 303 von ihnen wegen Vergewaltigung und Mord zum Tode verurteilt, unter anderem wegen des Mordes an Andrew Myrick. Am 26. Dezember 1862 wurden daraufhin 38 Dakota bei der größten Massenexekution der amerikanischen Geschichte in Mankato öffentlich gehängt.
Nach der Niederschlagung des Aufstands musste er sich in Washington vor zwei Senatsausschüssen rechtfertigen. Im wurde vorgeworfen, den Sioux-Aufstand ausgelöst zu haben. Galbraith starb 1909 in Cheyenne (Wyoming).